# Iban (Sprache)
Iban ist eine Sprache, die von der gleichnamigen Dayak-Volksgruppe der Iban gesprochen wird. Die Iban leben im Nordwesten der Insel Borneo im malaysischen Bundesstaat Sarawak, in der indonesischen Provinz Kalimantan Barat sowie in Brunei. Die Sprache Iban gehört zum malayo-polynesischen Sprachzweig der austronesischen Sprachfamilie, und ist sehr eng mit dem Malaiischen verwandt, von dem das moderne Indonesisch und Malaysisch abstammen. Frühe Forscher bezeichneten das Iban bisweilen sogar als Dialekt des Malaiischen.
Neben den etwa 710.000 Iban, die es als Erstsprache sprechen, wird die Sprache noch von etwa 300.000 Menschen als Zweitsprache gesprochen, die selbst keine Iban sind.

## Phonologie

### Vokale
Das Iban kennt folgende 6 Vokale:
|             | vorne | zentral | hinten |
| ----------- | ----- | ------- | ------ |
| geschlossen | i [i] |         | u [u]  |
| mittel      | e [e] | ə [ɘ]   | o [o]  |
| offen       |       | a [a]   |        |

## Grammatik
Im Iban gibt es drei Numeri: Singular, Dual und Plural.
Zudem existiert in der ersten Person Dual und Plural der Inklusiv und Exklusiv.

## Beispiele
- Nama berita nuan? - "Wie geht es dir?"-
- Sapa nama nuan? - "Wie heißt du?"-
- Dini alai ___? - "Wo ist ___?"
- Ari ni penatai nuan? - "Woher kommst du?"
- Datai ari ___aku. - "Ich komme aus ___."
- Selamat datai! - "Willkommen!"

## Vaterunser
Das Vaterunser in Iban: 

Apai kami di serega, kudus mih nama nuan, datai mih perintah nuan, jadi peneka nuan, baka ka dalam serega bakanya dalam bumi. Meri ka kami pengidup tiap ari. Ampunka penyalah kami, baka ka kami ti ngampunka urang ti salah ngelaban kami. Intu kami ari penguji, lepas ke kami ari penyai. Laban nuan ti bempu perintah, enggau kuasa enggau mulia. Dataika belama - lama iya. Amin.
Im Vergleich im Deutschen: 

Vater unser im Himmel, geheiligt werde dein Name. Dein Reich komme. Dein Wille geschehe, wie im Himmel, so auf Erden. Unser tägliches Brot gib uns heute. Und vergib uns unsere Schuld, wie auch wir vergeben unsern Schuldigern. Und führe uns nicht in Versuchung, sondern erlöse uns von dem Bösen. Denn dein ist das Reich und die Kraft und die Herrlichkeit in Ewigkeit. Amen.